# Кишаев, Датка Карович
Датка Карович Кишаев, другой вариант имени — Датко (род. 15 февраля 1942 года) — тракторист колхоза «Кубань» Прикубанского района Карачаево-Черкесской автономной области, Герой Социалистического Труда (1990). Депутат Верховного Совета СССР 11-го созыва.

## Биография
Датка Карович Кишаев родился 15 февраля 1942 года в ауле Псыж Прикубанского района КЧАО. Свою трудовую деятельность он начал в 1956 году в родном колхозе «Кубань» Прикубанского района КЧР. С 1956 по 1961 годы работал на разных участках и прошел трудовой путь от сакманщика до бригадира. После демобилизации из рядов Советской армии в 1962 году вновь стал работать в колхозе. С того периода Д.Кишаев стал бессменным лидером производства в колхозе «Кубань» (позже СПК «Абазинский»).
В 1978 году он был награждён орденом Трудового Красного Знамени. С 1976 по 1984 годы являлся членом Карачаево-Черкесского обкома КПСС. С 1984 по 1989 годы являлся депутатом Верховного Совета СССР 11 созыва.
Указом № 615 Президента СССР Михаила Сергеевич Горбачёва «О присвоении звания Героя Социалистического Труда передовикам производства агропромышленного комплекса Ставропольского края» от 23 августа 1990 года «за выдающиеся успехи в развитии сельского хозяйства, большой личный вклад в увеличение производства и продажи государству сельскохозяйственной продукции на основе применения прогрессивных технологий и передовых методов организации труда» удостоен звания Героя Социалистического Труда с вручением ордена Ленина и золотой медали «Серп и Молот».
В день 75-летия Д. Кишаеву были присвоены звания Почетный житель Абазинского района и Почетный житель Прикубанского района Карачаево-Черкесской республики.
Также в этот день Д. Кишаева наградили почетной грамотой министерства сельского хозяйства КЧР и многими другими грамотами и подарками от имени различных организаций.
Награды
- Герой Социалистического Труда
- Орден Ленина
- Орден Трудового Красного Знамени (06.06.1984)
- Орден «Знак Почёта» (22.07.1978)